# Zebraplatys bulbus
Zebraplatys bulbus är en spindelart som beskrevs av Peng X., Tso I., Li S. 2002. Zebraplatys bulbus ingår i släktet Zebraplatys och familjen hoppspindlar. Inga underarter finns listade i Catalogue of Life.